# .mv
.mv là tên miền quốc gia cấp cao nhất (ccTLD) của Cộng hòa Maldives. Được quản lý bởi Dhiraagu Pvt Ltd, một công ty viễn thông.
Chủ yếu do tính không tồn tại của dịch vụ đăng ký trực tuyến, một trang tra cứu whois và giá cao, tên miền Maldives được dùng chủ yếu bởi các cơ quan chính phủ và các công ty lớn. Những công ty nhỏ hơn và các tổ chức thích dùng tên miền cấp cao nhất dùng chung hơn như .com và .net.

## Các tên miền cấp 2
- .aero.mv - Hàng không
- .biz.mv - Tổ chức kinh doanh
- .com.mv - Thương mại
- .coop.mv - Tổ chức hợp tác
- .edu.mv - Cơ quan giáo dục
- .gov.mv - Chính phủ
- .info.mv - Thông tin
- .int.mv - Tổ chức quốc tế
- .mil.mv - Quân đội
- .museum.mv - Bảo tàng
- .name.mv - Cá nhân
- .net.mv - Mạng
- .org.mv - Tổ chức
- .pro.mv - Chuyên nghiệp